# Hirtella rasa
Hirtella rasa là một loài thực vật có hoa trong họ Cám. Loài này được Standl. mô tả khoa học đầu tiên năm 1937.